# Уорд, Джон Клайв
Джон Клайв Уо́рд (англ. John Clive Ward; 1 августа 1924 — 6 мая 2000) — британско-австралийский физик-теоретик. 
Участник британской программы по созданию ядерного оружия, «отец британской водородной бомбы».
Получил тождества Уорда, впоследствии обобщенные Фрадкиным и Такахаси. Впервые показал, что локальные теории и квантовая механика несовместимы. В соавторстве с Абдусом Саламом — один из создателей Стандартной модели. Внёс заметный вклад в квантовую механику и квантовую теорию твёрдого тела.
Член Лондонского королевского общества (1965). Награждён медалью Гутри (1981), премией Дэнни Хайнемана (1982), медалью Хьюза (1983).